# Lijst van beelden in Terneuzen
Dit is een (onvolledige) chronologische lijst van beelden in Terneuzen. Onder een beeld wordt hier verstaan elk driedimensionaal kunstwerk in de openbare ruimte van de Nederlandse gemeente Terneuzen, waarbij beeld wordt gebruikt als verzamelbegrip voor sculpturen, standbeelden, installaties, gedenktekens en overige beeldhouwwerken.
Voor een volledig overzicht van de beschikbare afbeeldingen zie de categorie Beelden in Terneuzen op Wikimedia Commons.
| Geplaatst | Omschrijving                    | Kunstenaar            | Straat                                      | Plaats     | Materiaal | Afbeelding |
| --------- | ------------------------------- | --------------------- | ------------------------------------------- | ---------- | --------- | ---------- |
| 1926      | Heilig Hartbeeld                | Atelier Cuypers & Co. | Graaf Jansdijk A 189, bij OLV Visitatiekerk | Westdorpe  |           |            |
| 1948      | Monument voor Poolse militairen | Cephas Stauthamer     | Zeestraat / Oranjestraat                    | Axel       | brons     |            |
| 1963      | Zeeuws paard                    | Josje Esselman        | Kanaalkade / Oranjestraat                   | Axel       | brons     |            |
| 1964      | Vrouw met spiegel               | Josje Esselman        | Bijlokeplein                                | Axel       | brons     |            |
| 1966      | Musici                          | Ubbo Scheffer         | Noordstraat                                 | Terneuzen  |           |            |
| 1967      | Bokspringers                    | Ek van Zanten         | Zuiderparklaan                              | Terneuzen  |           |            |
| 1969      | Orpheus                         | Ubbo Scheffer         | Bellamystraat 26-28                         | Terneuzen  |           |            |
| 1988      | Mosselmonument                  | J.C. van Driel        | Kasteelstraat                               | Philippine |           |            |
| 1997      | plaquette                       |                       | Graaf Jansdijk A 189, bij OLV Visitatiekerk | Westdorpe  |           |            |
| 2004      | Stropielekkers                  | Joris Baudoin         | Plein                                       | Zaamslag   |           |            |
| 2007      | Vesalius                        | Thom Puckey           | Scheldeboulevard                            | Terneuzen  | Brons     |            |
| 2009      | Majoor Bosshardt                | Hans Dingemans        | Majoor Bosshardtplein                       | Terneuzen  |           |            |
|           | Triniteit                       |                       | Park Triniteit                              | Terneuzen  |           |            |
|           | De commeren                     | Chris Ferket          | De Blokken                                  | Terneuzen  |           |            |